# Фрайбергер-Мульде
Фра́йбергер-Му́льде (нім. Freiberger Mulde, fʁaɪbɛʁɡɐ mʊldə) — річка у Саксонії, права притока річки Мульде. Довжина — 124 км, площа басейну — 2981 км², витрата води — 35,3 м³/с. 
Річка бере початок у Рудних горах у Чехії та тече на північний захід; через кілька кілометрів перетинає кордон Німеччини; потім протікає через міста Фрайберг (звідси й назва), Носсі, Дебельн, Лайсніг, Кольдіц; бере приплив Цвіккауер-Мульде та впадає у Мульде. 